# لباس أساس
لباس الأساس أو اللباس المُشَكِّل هو لباس داخلي مصمم لتغيير شكل جسم مرتديه بشكل مؤقت، لتحقيق ما يراه البعض على أنه شكل أكثر عصرية. لا تتمثل وظيفة لباس الأساس في تعزيز ميزة جسدية إنما جعلها تبدو أكثر أناقة.